# 黑框藍閃蝶
黑框藍閃蝶（學名：Morpho helenor peleides）又譯作黑框藍魔爾浮蝶，是屬於蛺蝶科閃蝶屬之中，海倫閃蝶的一個亞種。廣泛分佈於新熱帶界之中南美洲一帶，包括巴拿馬及西印度群島至哥倫比亞一帶。

## 形態
幼蟲有褐、紅及黑色細線紋，背上有兩個黃色斑，另有紅線紋貫穿其間。軀體上有紅褐色和白色毛，並在背上形成多簇毛。一對腿間長有能發出強烈臭味的腺體。
成蝶展翅95-120毫米。翅膀背面有鮮明的金屬藍色，雄蝶的比雌蝶更藍，前後翅外緣皆有寬厚的暗色邊，前翅前緣近軀體亦漸變純黑色。波浪形的翅外緣凹入部份有小白邊。翅膀腹面底色褐色，有若干個套黃圈的黑圈眼紋，雙翅黑色的外緣有細斑線紋。
| - 幼蟲 - 蛹 |

## 習性
幼蟲以薄莢豆屬及machaerium seemannii等豆科植物作寄主，當遇到威脅身上的腺體能發出強烈臭味驅走捕食者。成蝶喜愛吸食掉在地上的腐果。
| - 停棲 - 吸食果汁 - 交尾 |

## 腳註
1. 1 2  Blandin, P., & Purser, B. 2013. Evolution and diversification of Neotropical butterflies: insights from the biogeography and phylogeny of the genus Morpho Fabricius, 1807 (Nymphalidae: Morphinae), with a review of the geodynamics of South America. Tropical Lepidoptera Research, 23(2), 62-85. （英文）
2. ↑  Cassildé, C., Blandin, P. Pierre, J. & T. Bourgoin. 2010. Phylogeny of the genus Morpho Fabricius, 1807, revisited (Lepidoptera, Nymphalidae). Bull. Soc. ent. Fr., 115: 225-250.  （英文）
3. ↑  Kollar, 1850. Beiträge zur Insecten-Fauna von Neu-Granada und Venezuela Denkschr. Akad. Wiss. Wien. 1 : 356
4. 1 2 3  David j. Carter. . 台灣: 貓頭鷹出版社. 2008: 149. ISBN 9789866651083 （中文（臺灣））.

## 外部連結
- 维基共享资源上的相關多媒體資源：黑框藍閃蝶
- 維基物種上的相關：黑框藍閃蝶
- Morpho helenor peleides（页面存档备份，存于） - Butterflies of America （英文）
- Morpho peleides（页面存档备份，存于） - Catalogue of Life （英文）
- Morpho helenor peleides（页面存档备份，存于） - funet.fi